# Županjevac
Županjevac es un pueblo ubicado en la municipalidad de Rekovac, en el distrito de Pomoravlje, Serbia.

## Superficie
Posee una superficie de 16,88 kilómetros cuadrados.

## Demografía
Hasta 2011 la población era de 421 habitantes, con una densidad de población de 24,93 habitantes por kilómetro cuadrado.